# 人民革命替代
人民革命替代（西班牙語：Alternativa Popular Revolucionaria，缩写为APR）是委内瑞拉的一个左翼政党联盟。该联盟成立于2020年8月11日，分裂自西蒙·玻利瓦尔大爱国极点。根据委内瑞拉共产党总书记奥斯卡·菲格拉的说法，从2021年中期以来，该联盟将自己视为“革命反对派”的一部分。

## 成员党
- 委内瑞拉共产党（奥斯卡·菲格拉派）
- 大家的祖国（拉斐尔·乌斯卡特吉派）
- 实现有组织革命行动运动统一倾向（何塞·平托派）
- 革命劳动党
- 阶级斗争（革命共产国际委内瑞拉支部）
- 我们是莉娜运动
- 联合左翼
- 公社社员自治网络